# Ferdinand I. Habsburský
Ferdinand I. Habsburský (10. března 1503 Alcalá de Henares – 25. července 1564 Vídeň) byl římskoněmecký král (od 1531), římský císař (od 1556), český a uherský král (od roku 1526) a rakouský arcivévoda.
Jeho rodiči byli Habsburk Filip I. Sličný a španělská infantka Jana Šílená. Starší bratr Karel V. se stal roku 1516 španělským králem a 1519 římským císařem. Ferdinandovou manželkou byla česká a uherská princezna Anna Jagellonská. Měli spolu patnáct dětí, mimo jiné Ferdinandova nástupce Maxmiliána II.

## Dětství
Ferdinand I. se narodil 10. března 1503 na zámku Alcalá de Henares 40 km od Madridu jako druhorozený syn kastilského spolukrále a burgundského vévody Filipa I. Sličného a kastilské královny Johany (Jany) Šílené. Dětství prožil ve Španělsku.
Roku 1506 zemřel Ferdinandův otec Filip. U jeho matky, která byla v té době jedinou dědičkou svých rodičů, vládců nedávno sjednocených španělských království Kastilie a Aragonie, se projevovala duševní choroba. Její otec, aragonský král Ferdinand II., ji shledal neschopnou vlády a nechal izolovat. Postaral se pak o zabezpečení a výchovu jejích dětí.
Ferdinand byl od dětství veden k přísně katolickému životu a k respektování habsburských rodových idejí. Spolu s myšlenkami jednoho z největších renesančních učenců Erasma Rotterdamského měl tento fakt největší význam pro formování Ferdinandovy osobnosti.
V roce 1516 zemřel Ferdinand II. Aragonský. V životě třináctiletého Ferdinanda to znamenalo zásadní zvrat. V příštím roce přijel do Španělska jeho starší bratr Karel, který dosud vyrůstal v Nizozemí, aby se ujal vlády. Bratři se tehdy setkali poprvé v životě. Jejich vztah neoplýval vzájemnou sympatií a důvěrou, nicméně v budoucnu postupovali ve shodě při prosazování společných zájmů habsburského rodu.
Karel, který byl po vleklých jednáních přijat jako španělský král, rozpustil Ferdinandův dvůr a poslal mladšího bratra k tetě Markétě do Nizozemí.

## Rakouský arcivévoda
Na začátku roku 1519 zemřel druhý Ferdinandův děd, císař Maxmilián I. Habsburský. Ten byl jediným vládcem v rakouských zemích. Rakousko nebylo tehdy jednotným státem, ale jednalo se o samostatná knížectví, které spojovala vláda příslušníků rodu Habsburků. Maxmilián ve své závěti nestanovil, jak mají být tyto země rozděleny. V Rakousku tehdy ještě nebyl ustanoven princip primogenitury. Nastala tedy jednání.
Roku 1520 Ferdinand získal wormskou smlouvou Horní a Dolní Rakousy, Korutany, Štýrsko a Kraňsko. Vláda v ostatních zemích, včetně bohatého Tyrolska, připadla Karlovi. Ten se zároveň stal králem Svaté říše římské (a od roku 1530 císařem). Aby se mohl plně věnovat vládě ve Španělsku a v Říši, jmenoval Ferdinanda svým místodržícím v ostatních rakouských zemích; plnou vládu mu v nich Karel přenechal až v roce 1522. Tím byl položen základ k rozdělení rodu Habsburků na starší španělskou větev (Karel V.) a mladší rakouskou větev (Ferdinand I.) a Ferdinand se stal opět jediným vládcem rakouských zemí.
Když Ferdinand dorazil v roce 1521 do Vídně, nesetkával se zpočátku se sympatiemi. Byl vnímán jako cizinec (Španěl) a neuměl německy. Šlechta navíc využila dvouletého bezvládí k posílení moci. Ambiciózní arcivévoda se však ujal vlády s velkým odhodláním. Hned na počátku musel čelit vzpouře stavovské opozice, kterou se mu však podařilo potlačit pomocí represí, namířených především proti městům. V roce 1522 pak byli odsouzeni a popraveni vůdci vzpoury (tzv. „krvavý soud“ ve Vídeňském Novém Městě – Blutgericht von Wiener Neustadt, Wiener Neustädter Blutgericht). Rázným postupem Ferdinand upevnil svoji moc.
Po nastoupení vlády musel zahájit hospodářské reformy, které krátce před smrtí slíbil Maxmilián I. kvůli nutnosti řešení vážné hospodářské situace. Mimo jiné provedl v Rakousku peněžní reformu a zavedl jednotnou měnu.
V letech 1524–1525 probíhalo v německé části říše selské povstání. Zasáhlo i některé části Rakouska. S pomocí šlechty se Ferdinandovi podařilo povstání ve Štýrsku potlačit silou. V Tyrolsku bylo nutné postupovat více diplomaticky, ale i tam se podařilo díky ústupkům dosáhnout zklidnění situace. Ferdinandovi se tedy podařilo udržet jednotnost rakouských zemí.

## Tvůrce habsburské monarchie

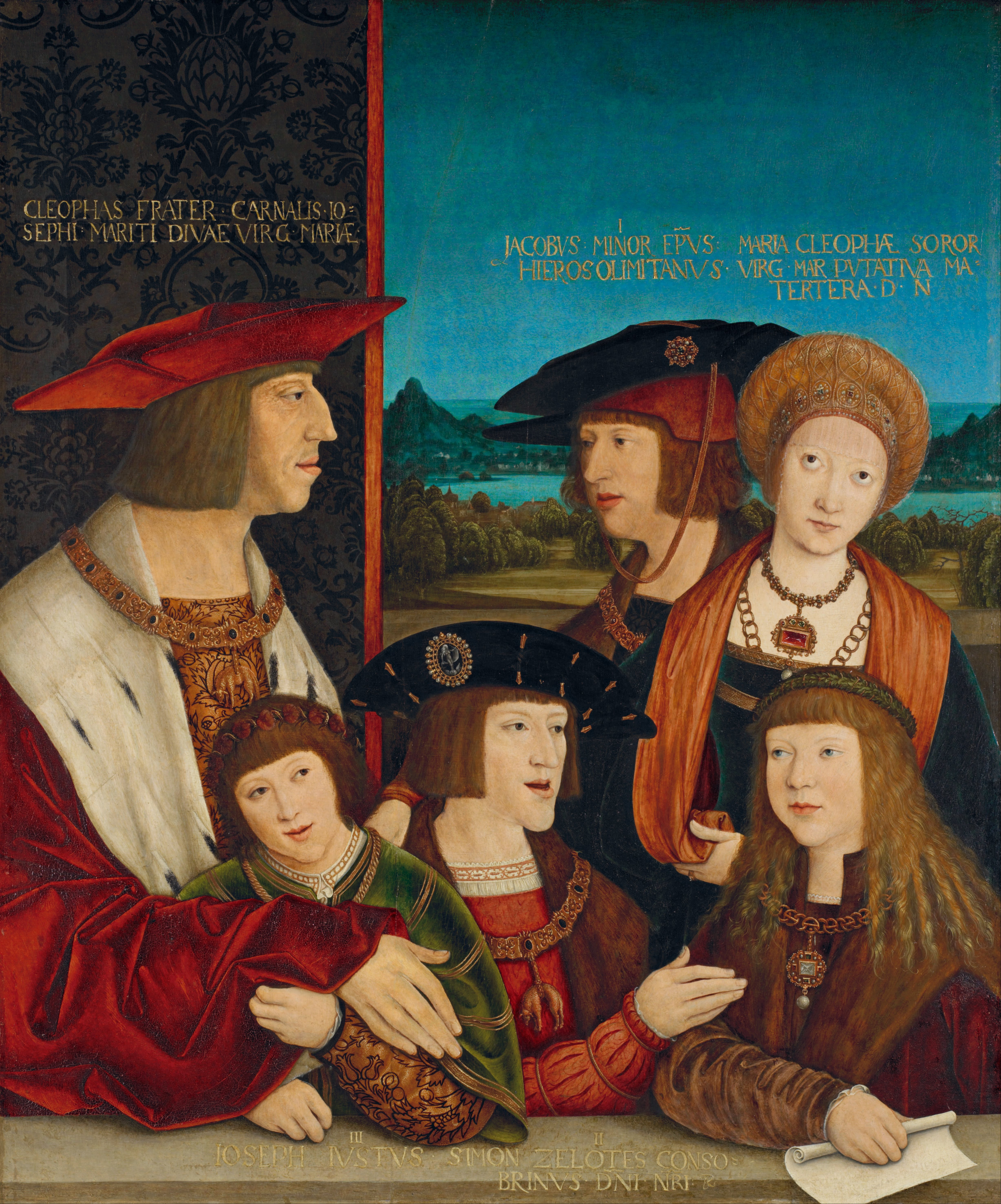
Císař Maxmilián, jeho vnuci Ferdinand a Karel, a Ludvík Jagellonský, manžel jejich sestry Marie

Roku 1515 jeho děd – císař Maxmilián I. a český a uherský král Vladislav Jagellonský dohodli sňatkovou smlouvu, podle níž se jeden z Maxmiliánových vnuků (až později bylo určeno, že to má být Ferdinand) měl stát manželem Vladislavovy dcery Anny a zároveň Vladislavův syn Ludvík se měl oženit s Ferdinandovou mladší sestrou Marií. Svatba Ferdinanda a Anny se konala o šest let později, 26. května 1521.
Důležitost sňatku s Annou se ukázala po bitvě u Moháče v srpnu 1526, kdy zahynul Annin bratr, český a uherský král Ludvík Jagellonský, aniž zanechal potomka. Ferdinand coby manžel jeho sestry začal usilovat o český a uherský trůn.

## Česká koruna
Dalo se očekávat, že mezi kandidáty pro českou korunu bude figurovat i jméno Ferdinanda Habsburského, který se pokusí uplatnit dědičné nároky na trůn odvozované ze sňatku s Annou Jagellonskou. Zájemců o českou korunu bylo ovšem více, vedle polského krále a litevského knížete Zikmunda I. Starého, nejbližšího mužského příbuzného Ludvíka Jagellonského, se v pozdějších písemných pramenech objevují dokonce i jména předních českých politiků té doby: Zdeňka Lva z Rožmitálu a Vojtěcha z Pernštejna. Jednoznačně nejsilnější pozici však měl Ferdinand Habsburský.
V Čechách část šlechty odmítala uznat dědické nároky Ferdinandovy manželky, neboť zemskému sněmu náleželo právo volby panovníka. Zemské stavy si také ještě od Vladislava Jagellonského vymínily, že sňatek Ferdinanda a Anny musí potvrdit zemský sněm a tím mít poslední slovo při výběru budoucího možného vládce. Ferdinand se tuto kličku pokusil obejít několika způsoby. Nejdříve žádal Karla V., aby mu udělil české země v léno, což ale římský císař udělat nemohl. Proto se tedy pokusil o český trůn ucházet na základě dědického principu, nakonec ale musel přistoupit na svobodnou volbu nového panovníka na mimořádném sněmu.

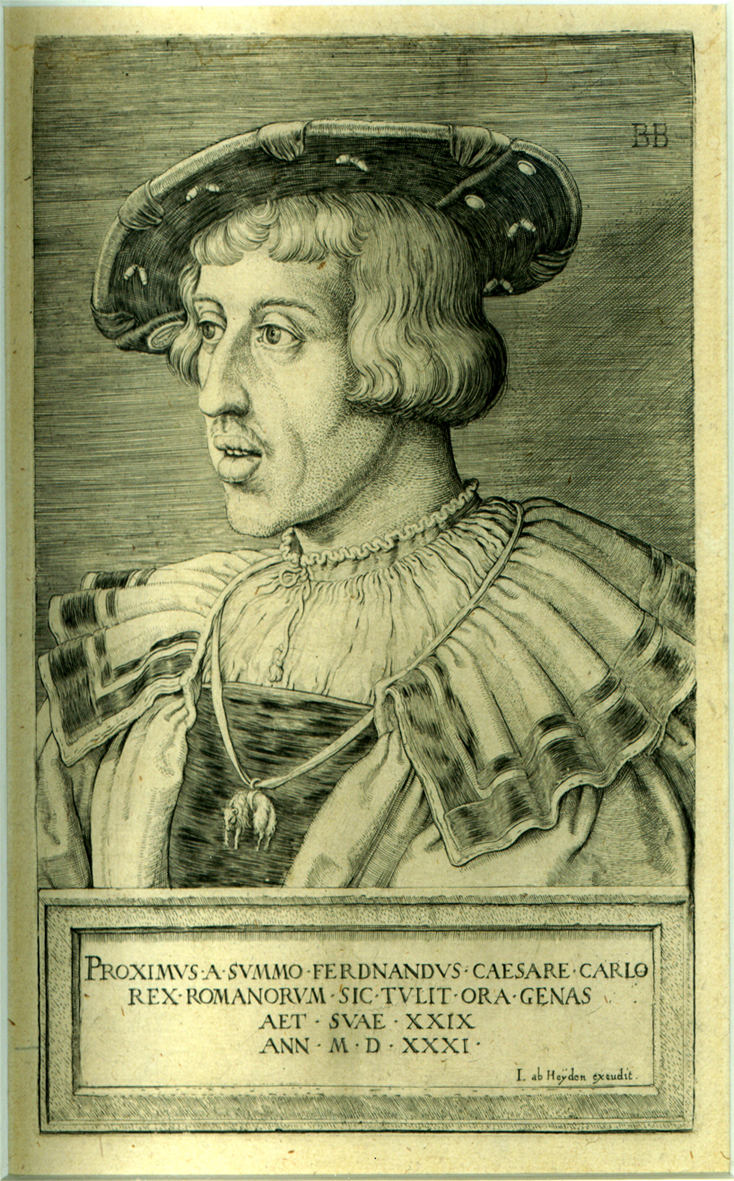
Ferdinand v roce 1531, v roce jeho zvolení římskoněmeckým králem

23. října roku 1526 byl Ferdinand s podporou skupiny šlechticů, v jejichž čele stál Adam I. z Hradce, zvolen českým králem především kvůli zoufalému stavu státní pokladny (české stavy evidentně nevěděly a asi ani nemohly vědět o špatném stavu Ferdinandovy pokladny v té době[zdroj?]). Určitý vliv měla i prestiž habsburského rodu a vyšší šlechtě byl určitě sympatický Ferdinandův postoj k městskému stavu. Část panstva byla také nespokojena s dosavadní slabou královskou mocí. Konečně nebylo možné opomenout tureckou hrozbu, která teď po bitvě u Moháče vyvstala jako velmi reálná. Součástí volby byl Ferdinandův slib, že bude dodržovat kompaktáta, bude respektovat svobodu českých stavů a přenese své sídlo do Prahy.
Českým králem byl Ferdinand korunován 24. února roku 1527. Z inauguračních slibů ovšem nakonec nesplnil téměř nic.

## Uherský král
V Uhersku byl Ferdinandovým soupeřem sedmihradský vévoda Jan Zápolský, kterého většina uherských stavů 10. listopadu 1526 zvolila svým králem. Uherským králem se sice stal i Habsburk, když se nechal hrstkou svých přívrženců 16. prosince zvolit v Prešpurku, zdaleka však neměl v Uhrách takovou podporu jako Zápolský.
Zápolský byl podporován Osmanskou říší, která od 2. poloviny 15. století pronikala do Evropy. Turci dvakrát (v roce 1529 při prvním obléhání Vídně a roku 1532) ohrozili Vídeň. Ferdinand si ovšem kromě titulu uherského krále udržel vládu v západním Uhersku, v Chorvatsku a na dnešním Slovensku. Roku 1538 uzavřeli Ferdinand a Jan Zápolský mírovou smlouvu (Velkovaradinský mír), podle které si Jan zachoval doživotní titul uherského krále, ale jeho nástupcem měl být Ferdinand a jeho dědicové.
V Uhrách byl Turky po mohutném vpádu a dobytí Budína roku 1541 založen Budínský pašalik. Již v roce 1536 dobyli Turci střední Slavonii, a tak nyní Habsburským Uhrám zůstal jen malý pás táhnoucí se z části území dnešního Slovenska na jih k Záhřebu, kde vytvořil Ferdinand chorvatskou vojenskou hranici. Aby si mohl toto území ponechat, musel dle dohody z roku 1544 platit sultánu Sulejmanovi I. každoročně tribut.
Sulejman přidělil Sedmihradsko a východní část Královského Uherska Janu II. Zikmundovi, čímž vzniklo tzv. Východní Uherské království, kterému formálně vládla jeho matka Isabela Jagellonská, zatímco skutečnou moc držel György Martinuzzi. Kvůli Isabeliným nepřátelským intrikám a hrozbám ze strany Osmanů se však Martinuzzi rozhodl změnit stranu. V roce 1549 se dohodl na podpoře nároků Ferdinanda Habsburského a císařská vojska vtrhla do Sedmihradska. Weißenburskou smlouvou (1551) Isabela jménem Jana II. Zikmunda souhlasila s abdikací na uherský trůn a předáním svaté uherské koruny a korunovačních klenotů. Královské Uhersko a Sedmihradsko tak přešly pod vládu Ferdinanda, který uznal Jana II. Zikmunda jako vazalského knížete sedmihradského a zasnoubil mu jednu ze svých dcer. Mezitím se Martinuzzi pokoušel udržet si přízeň Osmanů, i poté, co na situaci zareagovali vysláním vojsk. Ferdinandův generál Giovanni Battista Castaldo však podezříval Martinuzziho ze zrady a s Ferdinandovým souhlasem ho nechal zavraždit.
Ferdinandovy državy v Uhrách byly cílem pravidelných tureckých útoků. V roce 1551 vpadli Turci na území Hontianské a Nitranské župy v Horních Uhrách a o rok později se jim podařilo dobýt hrad Drégely. Turecké úspěchy donutily Ferdinanda vyslat na území dnešního jižního Slovenska velitele posádky Raabské pevnosti Erazma Teuffela, který se měl stát hlavním velitelem protitureckých vojsk, působících v dané oblasti, ale jeho armáda byla v roce 1552 zničena v bitvě u Plášťovců, která upevnila územní výboje Turků na dolním toku Iplu. V roce 1554 byl Turky dobyt Fiľakovský hrad. V roce 1562 byla uherská vojska poražena Turky v bitvě u Sečan, ve které zahynulo kolem 10 000 lidí, většinou špatně vycvičených mužů ze středního Slovenska.

## Římský císař
Karel V. se v roce 1530 uchýlil do ústraní a 5. ledna 1531 byl Ferdinand I. Habsburský zvolen v Kolíně nad Rýnem také římským králem. Ke korunovaci došlo jen o šest dní později v katedrále Panny Marie v Cáchách. Císařem se stal v roce 1556. K Ferdinandovu povýšení do této hodnosti došlo po letech Karlova váhání, zda ponechat římský a španělský trůn v rukou svých potomků, nebo je rozdělit. Ve střední Evropě se tak Ferdinand stal úplným nástupcem svého staršího bratra.
Na přelomu středověku a novověku se z Habsburků stala především díky promyšlené sňatkové politice (ale také nesplněným slibům[zdroj?]) jedna z nejmocnějších panovnických dynastií vůbec. Ferdinand I. usiloval za své dlouhé vlády o pevné spojení svých zemí a centrální řízení. Jako protiváhu omezení českých a uherských zemských úřadů založil roku 1527 ve Vídni centrální úřady (tzv. Hofstaatsordnung). Habsburská monarchie, vzniklá spojením rakouských habsburských držav, českých zemí a Uherska, přečkala všechny otřesy až do roku 1918.

## Ferdinand I. jako český král

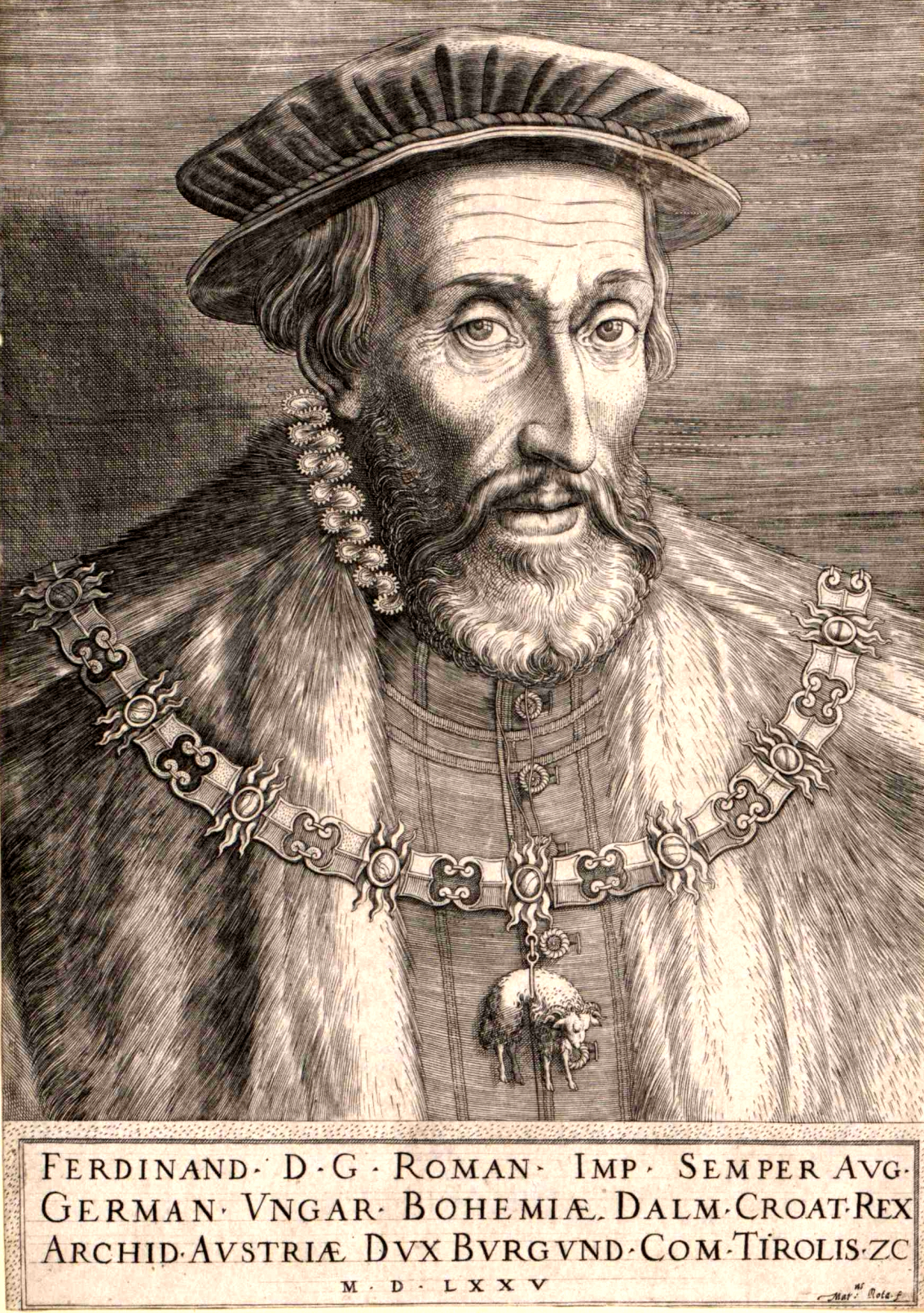
Ferdinand I. na obrazu Martina Roty

Ferdinand byl zastáncem absolutismu, což byl trend rozšiřující se v té době po celé Evropě, a tak se logicky dostal do střetu s českým stavovským státem. Habsburkové ve své politice prosazovali katolické vyznání, ale většina obyvatel českých zemí se hlásila k utrakvismu, luterské augsburské konfesi a k Jednotě bratrské. Ferdinand nakonec městům omezoval privilegia a navíc na nich vyžadoval příliš vysoké daně.
V letech 1546–1547 došlo k prvnímu protihabsburskému povstání v českých zemích. Ve Svaté říši římské v té době probíhala šmalkaldská válka mezi katolíky a luterány. Císař Karel V. požádal bratra Ferdinanda I. o pomoc a ten bez souhlasu zemského sněmu svolal zemskou hotovost k tažení za hranice země. Čeští šlechtici však vypověděli králi poslušnost a vytvořila se měšťansko-šlechtická opozice, která ale byla potlačena. Ferdinand odebral městům politická práva a ta musela odevzdat všechny střelné zbraně a pozemkový majetek.
Projevem vzestupu panovnické moci v Čechách a ignorance českých stavů bylo podřízení zemské správy nově jmenovanému místodržiteli, kterým se stal Ferdinandův druhorozený syn Ferdinand II. Tyrolský.

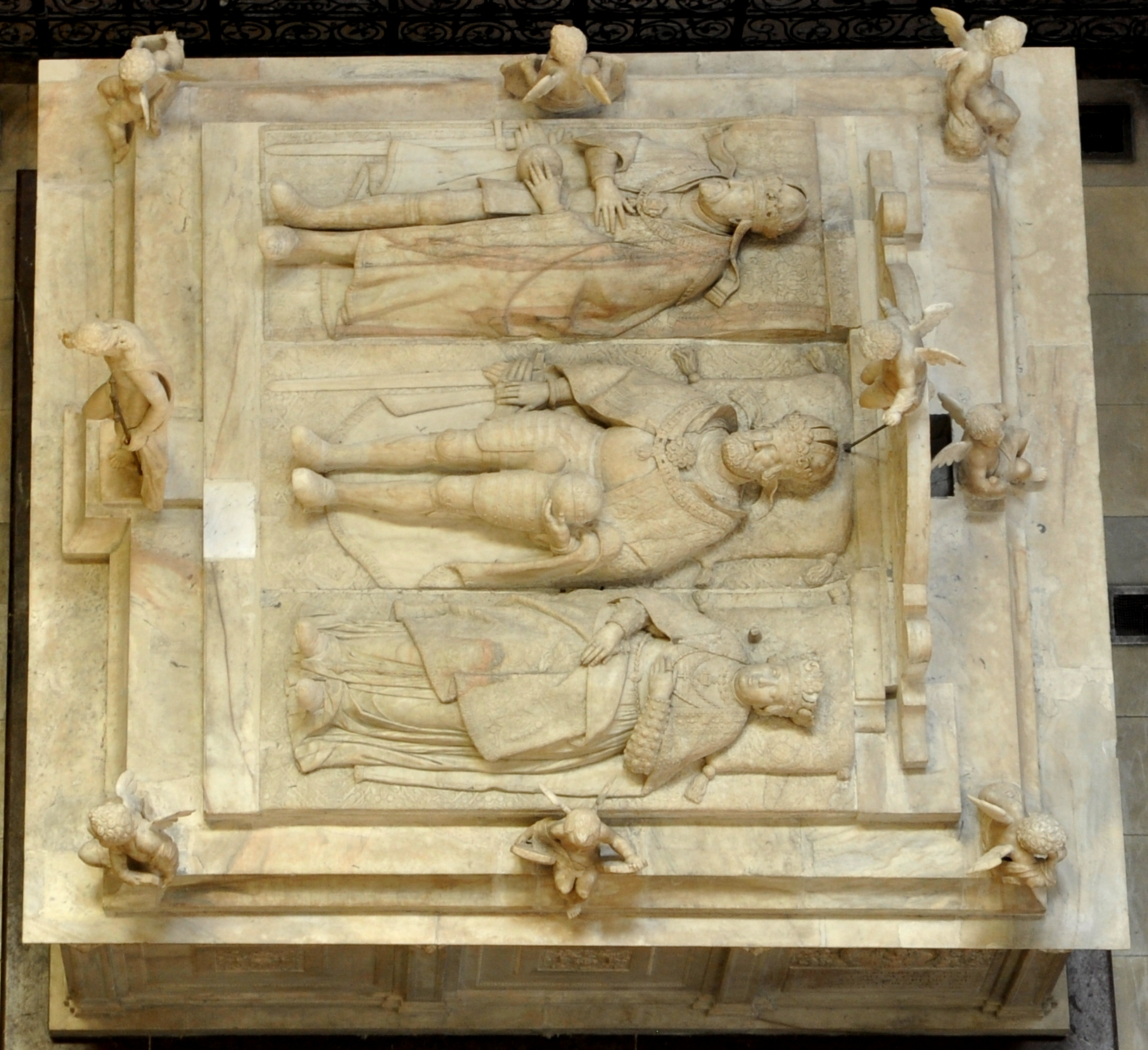
Královské mauzoleum v Praze, ve kterém byli pohřbeni Ferdinand I., jeho syn Maxmilián a manželka Anna

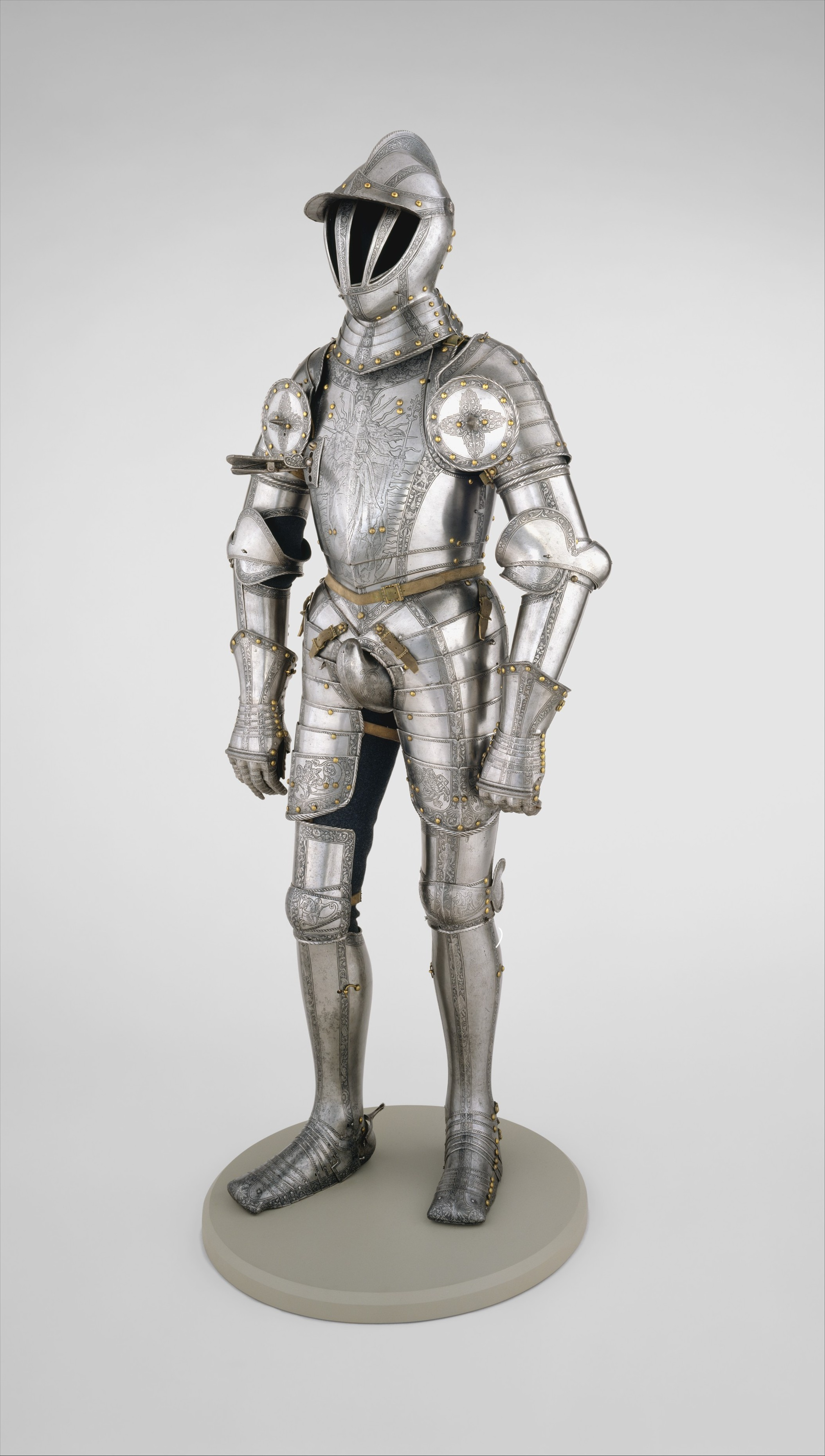
Brnění Ferdinanda I., císaře Svaté říše římské, vytvořené, když byl ještě římským králem v roce 1549

Rok po sjednání Augšpurského míru pozval Ferdinand I. do Čech jezuity (1556), aby zem rekatolizovali. Znovu nechal obsadit úřad pražského arcibiskupa (1561). Přesto si Ferdinand I. uvědomoval důležitost smíru mezi katolíky a staroutrakvisty a roku 1564 požádal Tridentský koncil o udělení výjimky pro České země, tedy povolení přijímání podobojí nekatolíkům. Koncil přenechal rozhodnutí papeži Piu IV., který výjimku roku 1564 povolil. Jak problematickou cenu mělo toto žalostně opožděné stvrzení jedné části kompaktát, dosvědčuje nejlépe žádost stavů na sněmu roku 1567 o vypuštění kompaktát z privilegií zemských, jíž také bylo vyhověno.
Rakousko-česko-uherské soustátí původně vzniklo jen jako personální unie. Postupný přechod v centralizovaný absolutistický stát i přes velké úsilí některých Habsburků umožnila až porážka českého stavovského povstání v roce 1620 a přijetí tzv. Obnoveného zřízení zemského (1627).
Ferdinand I. Habsburský zemřel 25. července roku 1564 ve Vídni a následujícího roku, po přenesení rakve do Prahy, byl (v souladu s přáním, aby spočinul po boku své manželky Anny Jagellonské) v sobotu 20. srpna 1565 pohřben v chrámu sv. Víta v Praze. Své země rozdělil mezi syny Maxmiliána II. (Země Koruny české, Uhersko, Rakousy), Ferdinanda Tyrolského (Tyrolsko a tzv. přední země) a Karla Štýrského (Štýrsko, Korutany, Kraňsko).

## Potomci
S manželkou Annou Jagellonskou (1503–1547), která zemřela po porodu nejmladší dcery Johany na horečku omladnic, měl 15 dětí:
1. Alžběta (9. července 1526 – 15. června 1545), ⚭ 1543 Zikmund II. August (1. srpna 1520 – 7. července 1572), polský král, litevský velkokníže
2. Maxmilián II. (31. července 1527 – 12. října 1576), císař Svaté říše římské, český a uherský král, ⚭ 1548 Marie Španělská (21. června 1528 – 26. února 1603), dcera císaře Karla V.
3. Anna (7. července 1528 – 17. října 1590), ⚭ 1546 Albrecht V. (29. února 1528 – 24. října 1579), vévoda bavorský
4. Ferdinand II. (1529–1595), hrabě tyrolský, místodržitel v českých zemích (1547–1567),
⚭ 1557 Filipína Welserová (1527–1580), morganatické manželství
⚭ 1582 Anna Kateřina Gonzagová (17. ledna 1566 – 3. srpna 1621)
5. Marie (15. května 1531 – 11. prosince 1581), ⚭ 1546 vévoda Vilém z Jülich-Cleves-Bergu (28. července 1516 – 5. ledna 1592)
6. Magdalena (14. srpna 1532 – 10. prosince 1590), zakladatelka (1563) a 1. matka představená ústavu šlechtičen v tyrolském Hallu
7. Kateřina (15. září 1533 – 28. února 1572),
⚭ 1549 František III. Gonzaga (10. března 1533 – 22. února 1550), vévoda z Mantovy a markýz z Montferratu
⚭ 1553 Zikmund II. August (vdovec po její starší sestře Alžbětě)
8. Eleonora (2. listopadu 1534 – 5. srpna 1594), ⚭ 1561 Vilém I. Gonzaga (24. dubna 1538 – 14. srpna 1587), vévoda z Mantovy a Montferratu
9. Markéta (16. února 1536 – 12. března 1566), jeptiška v Hallu
10. Jan (10. dubna 1538 – 20. března 1539)
11. Barbora (30. dubna 1539 – 19. září 1572), ⚭ 1565 Alfons II. d'Este (24. listopadu 1533 – 27. října 1597), vévoda ferrarský a modenský
12. Karel II. (3. června 1540 – 10. července 1590), štýrský arcivévoda, vládce v tzv. Vnitřních Rakousích, ⚭ 1571 Marie Anna Bavorská (23. března 1551 – 29. dubna 1608)
13. Uršula (24. července 1541 – 30. dubna 1543)
14. Helena (7. ledna 1543 – 5. března 1574), jeptiška v Hallu
15. Johana (24. ledna 1547 – 11. dubna 1578), ⚭ 1565 František I. de´Medici (25. března 1541 – 19. října 1587), velkovévoda toskánský

## Vývod z předků
|              |                          |  |                        |                             |  |  |  |  |  |  |  | Arnošt Habsburský |
|              |                          |  |                        |                             |  |  |  |  |  |  |  |                   |
|              | Fridrich III. Habsburský |  |                        |                             |  |  |  |  |  |  |  |                   |
|              |                          |  |                        |                             |  |  |  |  |  |  |  |                   |
|              |                          |  |                        | Cimburgis Mazovská          |  |  |  |  |  |  |  |                   |
|              |                          |  |                        |                             |  |  |  |  |  |  |  |                   |
|              | Maximilián I. Habsburský |  |                        |                             |  |  |  |  |  |  |  |                   |
|              |                          |  |                        |                             |  |  |  |  |  |  |  |                   |
|              |                          |  |                        | Eduard I. Portugalský       |  |  |  |  |  |  |  |                   |
|              |                          |  |                        |                             |  |  |  |  |  |  |  |                   |
|              | Eleonora Portugalská     |  |                        |                             |  |  |  |  |  |  |  |                   |
|              |                          |  |                        |                             |  |  |  |  |  |  |  |                   |
|              |                          |  |                        | Eleonora Aragonská          |  |  |  |  |  |  |  |                   |
|              |                          |  |                        |                             |  |  |  |  |  |  |  |                   |
|              | Filip I. Sličný          |  |                        |                             |  |  |  |  |  |  |  |                   |
|              |                          |  |                        |                             |  |  |  |  |  |  |  |                   |
|              |                          |  |                        | Filip III. Dobrý            |  |  |  |  |  |  |  |                   |
|              |                          |  |                        |                             |  |  |  |  |  |  |  |                   |
|              | Karel Smělý              |  |                        |                             |  |  |  |  |  |  |  |                   |
|              |                          |  |                        |                             |  |  |  |  |  |  |  |                   |
|              |                          |  |                        | Isabela Portugalská         |  |  |  |  |  |  |  |                   |
|              |                          |  |                        |                             |  |  |  |  |  |  |  |                   |
|              | Marie Burgundská         |  |                        |                             |  |  |  |  |  |  |  |                   |
|              |                          |  |                        |                             |  |  |  |  |  |  |  |                   |
|              |                          |  |                        | Karel I. Bourbonský         |  |  |  |  |  |  |  |                   |
|              |                          |  |                        |                             |  |  |  |  |  |  |  |                   |
|              | Isabella Bourbonská      |  |                        |                             |  |  |  |  |  |  |  |                   |
|              |                          |  |                        |                             |  |  |  |  |  |  |  |                   |
|              |                          |  |                        | Anežka Burgundská           |  |  |  |  |  |  |  |                   |
|              |                          |  |                        |                             |  |  |  |  |  |  |  |                   |
| Ferdinand I. |                          |  |                        |                             |  |  |  |  |  |  |  |                   |
|              |                          |  |                        |                             |  |  |  |  |  |  |  |                   |
|              |                          |  | Ferdinand I. Aragonský |                             |  |  |  |  |  |  |  |                   |
|              |                          |  |                        |                             |  |  |  |  |  |  |  |                   |
|              | Jan II. Aragonský        |  |                        |                             |  |  |  |  |  |  |  |                   |
|              |                          |  |                        |                             |  |  |  |  |  |  |  |                   |
|              |                          |  |                        | Eleonora z Alburquerque     |  |  |  |  |  |  |  |                   |
|              |                          |  |                        |                             |  |  |  |  |  |  |  |                   |
|              | Ferdinand II. Aragonský  |  |                        |                             |  |  |  |  |  |  |  |                   |
|              |                          |  |                        |                             |  |  |  |  |  |  |  |                   |
|              |                          |  |                        | Fadrique Enríquez           |  |  |  |  |  |  |  |                   |
|              |                          |  |                        |                             |  |  |  |  |  |  |  |                   |
|              | Jana Enríquezová         |  |                        |                             |  |  |  |  |  |  |  |                   |
|              |                          |  |                        |                             |  |  |  |  |  |  |  |                   |
|              |                          |  |                        | Mariana Fernández z Córdoby |  |  |  |  |  |  |  |                   |
|              |                          |  |                        |                             |  |  |  |  |  |  |  |                   |
|              | Jana I. Kastilská        |  |                        |                             |  |  |  |  |  |  |  |                   |
|              |                          |  |                        |                             |  |  |  |  |  |  |  |                   |
|              |                          |  |                        | Jindřich III. Kastilský     |  |  |  |  |  |  |  |                   |
|              |                          |  |                        |                             |  |  |  |  |  |  |  |                   |
|              | Jan II. Kastilský        |  |                        |                             |  |  |  |  |  |  |  |                   |
|              |                          |  |                        |                             |  |  |  |  |  |  |  |                   |
|              |                          |  |                        | Kateřina z Lancasteru       |  |  |  |  |  |  |  |                   |
|              |                          |  |                        |                             |  |  |  |  |  |  |  |                   |
|              | Isabela Kastilská        |  |                        |                             |  |  |  |  |  |  |  |                   |
|              |                          |  |                        |                             |  |  |  |  |  |  |  |                   |
|              |                          |  |                        | Jan Portugalský             |  |  |  |  |  |  |  |                   |
|              |                          |  |                        |                             |  |  |  |  |  |  |  |                   |
|              | Isabela Portugalská      |  |                        |                             |  |  |  |  |  |  |  |                   |
|              |                          |  |                        |                             |  |  |  |  |  |  |  |                   |
|              |                          |  |                        | Isabela z Braganzy          |  |  |  |  |  |  |  |                   |
|              |                          |  |                        |                             |  |  |  |  |  |  |  |                   |